# Baron Strathalmond

Wappen der Barone Strathalmond

Baron Strathalmond, of Pumpherston in the County of Midlothian, ist ein erblicher britischer Adelstitel in der Peerage of the United Kingdom.

## Verleihung und Geschichte des Titels
Der Titel wurde am 18. Februar 1955 für den Geschäftsmann Sir William Fraser geschaffen.  Er war 1941 bis 1956 Vorsitzender der Anglo-Persian Oil Company (seit 1954 BP).
Heute hat sein Enkel William Robertson Fraser als 3. Baron den Titel inne.

## Liste der Barone Strathalmond (1955)
- William Fraser, 1. Baron Strathalmond (1888–1970)
- William Fraser, 2. Baron Strathalmond (1916–1976)
- William Fraser, 3. Baron Strathalmond (* 1947)

Titelerbe (Heir apparent) ist der Sohn des aktuellen Titelinhabers, Hon. William Gordon Fraser (* 1976).